# Zīr Khākī
Zīr Khākī (persiska: داجيوَند, Dājīvand, زیر خاکی) är en ort i Iran.   Den ligger i provinsen Ilam, i den västra delen av landet, 500 km sydväst om huvudstaden Teheran. Zīr Khākī ligger 894 meter över havet och antalet invånare är 264.
Terrängen runt Zīr Khākī är varierad. Zīr Khākī ligger nere i en dal. Runt Zīr Khākī är det ganska tätbefolkat, med 52 invånare per kvadratkilometer. Närmaste större samhälle är Shāhzādeh Moḩammad, 8,2 km öster om Zīr Khākī. Omgivningarna runt Zīr Khākī är i huvudsak ett öppet busklandskap.